# Кабинда

Неофициальный флаг

Каби́нда (порт. Cabinda) — провинция в республике Ангола, имеющая эксклавное положение. Бывшая португальская колония Португальское Конго. Территория — 7270 км², население — 688 285 человек.

## География
На севере граничит с Республикой Конго, на востоке и юге — с Демократической Республикой Конго, на западе имеет выход к Атлантическому океану. От основной территории Анголы её отделяет 37-километровый участок провинции Центральное Конго, принадлежащей ДРК.
На территории провинции находятся крупнейшие месторождения нефти и порт Кабинда. Эти факторы обеспечивают около 80 % поступлений в бюджет Анголы. Поэтому на протяжении десятилетий существует сепаратистское движение, добивающееся независимости Кабинды.

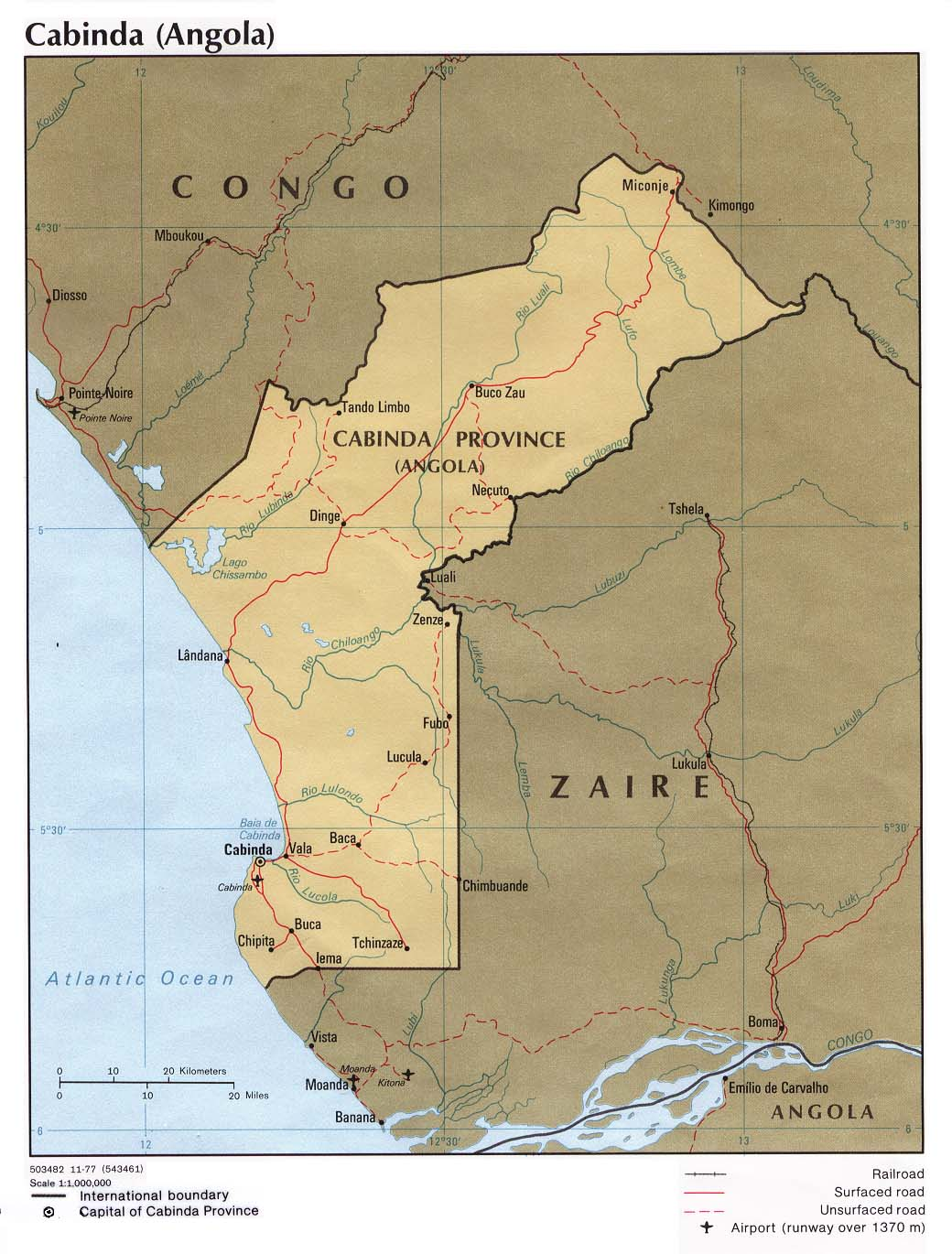
Карта Кабинды

Крупнейшее озеро — Масаби.

## Население
В Кабинде проживает преимущественно народ баконго.

## История

### Колониальный период
С XIX века Кабинда была независимой территорией под покровительством Португальской Короны. 1 февраля 1885 года королевство Португалия и местные африканские правители заключили Симуламбукский договор, в результате которого возник Протекторат Кабинда. От Португальской же Анголы его отделяла только река Конго. Впрочем, уже 30 апреля 1885 года члены Берлинской конференции договорились о передаче отрезка земли на северном берегу реки Свободному государству Конго взамен на ряд территорий, отошедших к Португалии в северо-восточной части Анголы. В результате перекройки границ Кабинду от Анголы теперь отделяла не только река Конго, но и участок суши к северу от реки. Вместе с тем, члены конференции признали полное право Португалии на владение оставшейся частью территории Кабинды, а также закрепили за последней новый статус протектората Португальское Конго, который формально сохранялся до 1951 года.
В 1917 году португальская администрация создала округ Конго — вспомогательную межколониальную административную единицу, объединяющую северную часть Анголы с Кабиндой, столицей округа стал Макела-ду-Зомбо, расположенный в ангольской части округа. Спустя два года существование округа было признано неэффективным, и он был разделён на округ Кабинда и округ Конго. Таким образом, произошла фактическая смена статуса протектората Португальское Конго на статус округа в составе Анголы, а должность губернатора протектората на практике замещалась губернатором Анголы. Конституция Португалии 1933 года по-прежнему юридически отделяла колонию Ангола от протектората Португальского Конго, хотя фактического разделения не было с 1922 года. Когда в 1951 году Ангола была объявлена заморской провинцией в составе Португальской империи, Португальское Конго исчезло из колониального законодательства. В 1956 году Кабинда формально перешла под управление генерал-губернатора Анголы.
Распространённое утверждение о том, что конституция Португалии 1971 года различала Кабинду и Анголу в качестве разных колониальных единиц, не соответствует действительности: конституция вообще не содержала перечня заморских территорий, а лишь перечисляла географические регионы, входящие в состав Португалии. Одновременно с этим, не соответствуют действительности и распространяемые противниками сепаратистов Кабинды утверждения о том, что в июле 1971 года в конституции Португалии были внесены поправки, наделяющие заморские территории особым государственным статусом

Статья первая.
Территорией Португалии является территория, которая в настоящее время принадлежит ей и включает в себя:
1. в Европе: континент и архипелаги Мадейра и Азорские острова;
2. в Западной Африке: архипелаг Кабо-Верде, Гвинею, острова Сан-Томе и Принсипи и прилегающие к ним, Сан-Жуан-Батишта-де-Ажуду, Кабинду и Анголу;
<…>
Статья 133.
Территории португальской нации, расположенные за пределами Европы, представляют собой заморские провинции, к которым применяются собственные Уставы в качестве автономных областей. Их можно называть «государствами» в соответствии с национальной традицией, если прогресс в их социальном окружении и сложность их управления оправдывают это почётное название.
Конституция Португалии в ред. 1971 г..

В начале XX века в Кабинде было восстание против португальского колониализма, подробнее см. Национально-освободительное восстание в Анголе.
15 ноября 1975 года было заключено Алворское соглашение, по которому Ангола получала независимость от Португалии, Кабинда была признана частью её территории.

### Борьба за независимость
Ранее вопрос о статусе Кабинды мало беспокоил колониальные власти Анголы и саму Португалию. Однако найденная в середине 1950-х годов нефть резко обострила проблему, что стало одной из веских причин решения португальских колониальных властей административно объединить Кабинду с Анголой. Найденные месторождения нефти и изменение статуса Кабинды подтолкнули сепаратистов Кабинды перейти к созданию организаций, которые могли бы возглавить борьбу против португальского колониализма и за самоопределение региона, вплоть до его выхода из состава Анголы.
После Португальской революции 1974 года на волне процесса деколонизации Анголы руководство Фронта освобождения анклава Кабинда (порт. Frente de Libertação do Enclave de Cabinda, FLEC) в одностороннем порядке провозгласило независимость Кабинды. Официальный акт провозглашения состоялся 1 августа 1975 года, то есть более чем за три месяца до провозглашения независимости Анголы. Правительство Анголы решительно выступило против сепаратистских настроений в стране.
Тогда же была образована Республика Кабинда — с правительством, вооружёнными силами и всеми прочими атрибутами государства. Однако уже в ноябре непризнанная республика была силой ликвидирована властями Анголы, получившей независимость от Португалии. После окончания ангольской гражданской войны в 2002 была предпринята новая попытка объявления независимости с созданием правительства в изгнании.
1 августа 2006 года в Намибе между правительством Анголы и представителями Кабинды, выступавшими за проведение переговоров, был официально подписан меморандум о взаимопонимании и примирении, в результате которого принято решение о прекращении вооруженных действий между сторонами. Однако несмотря на это, стремясь привлечь к себе внимание международного сообщества и дестабилизировать ситуацию в Анголе, экстремистские силы сепаратистов осуществили резонансные теракты в отношении гражданских лиц, в том числе иностранцев.
Представители фронта освобождения заявляют о том, что политика президента Жуана Лоренсу в отношении Кабинды носит авторитарный характер, приводя в качестве аргумента запрет на проведение мирных демонстраций в поддержку расширения автономии анклава. Главная роль в нейтрализации повстанцев организации и активистов гражданских объединений, оказывающих им поддержку, по-прежнему отводится вооруженным силам и полиции. Военнослужащие продолжают принимать участие в войсковых операциях против военизированных формирований.

## Административное деление
Провинция состоит из 4 муниципалитетов (порт. município):
- Кабинда (порт. Cabinda)
- Каконго (порт. Cacongo)
- Буко-Зау (порт. Buco-Zau)
- Белиз (порт. Belize)

## Экономика
Ключевую роль в экономике Кабинды играет нефтегазовый сектор. Согласно некоторым оценкам, Кабинда производит около 60 % всей нефти в Анголе.

## Инцидент со сборной Того по футболу
8 января 2010 года местные сепаратисты обстреляли автобус с игроками сборной Того по футболу, которые направлялись на Кубок Африки. В результате нападения, ответственность за которое взяла на себя повстанческая группировка Кабинды, погибли помощник тренера, пресс-секретарь команды и водитель автобуса; два футболиста получили тяжелые ранения. Звезда сборной Эммануэль Адебайор не пострадал.